# BeatMyth
BeatMyth je ljubljanski elektronski duo, ki sta ga leta 2007 ustanovila Igor Vuk (pod imenom DJ PlankTon) in Mitja Pritržnik (pod imenom Mike Preeters). Kmalu se jima je s pogostimi gostovanji na vokalu pridružil N'toko (znan tudi kot član zasedbe Moveknowledgement). Skupaj so ustvarjali raznoliko elektronsko glasbo s poudarkom na breakbeatu. Ustvarili so dva albuma Your Own Two Heads (z N'tokom), ki je na voljo za brezplačen prenos, in Questionable Image, ki je izšel pri založbi Kapa. 
Spomladi leta 2017 se je PlankTon loteval novih produkcij in sodelovanj z raznimi glasbeniki ter nastopa v živo z N'tokom na vokalu. Nekatere pesmi so bile izdane pri ameriški založbi Starblocks Music, izdal pa je tudi dolgometražni album One Hand Clap, ki je izšel pri založbi Kamizdat. 
Leta 2019 je BeatMyth začel ustvarjati z modularnimi sintetizatorji in se pridružil ekipi Clockwork Voltage. Glasbo z modularnim sintetizatorjem ustvarja in izvaja v živo. 

## Diskografija
Albumi
- Your Own Two Heads f. N'toko (brezplačen prenos, 2009)
- Questionable Image (Kapa, 2012)
- One Hand Clap (Kamizdat, 2017)

Singli
- Drop This (Starblocks Music, 2014)
- I Don't Want To Rule (Starblocks Music, 2014)
- Next Door (Starblocks Music, 2014)
- D# Big (Starblocks Music, 2014)
- One Hand Clap (Free Download, 2013)
- Dubbb (rx:tx, 2011)
- Hello! f. N'Toko (RTV Slovenia, 2010)
- Masterplan rmx f. N'Toko (Call And Response, 2010)
- Bondage f. N'Toko (K4 Format, 2009)
- Tolerance f. N'Toko (RTV Slovenia, 2009)

## Povezave
- BeatMyth Official page
- BeatMyth Facebook
- BeatMyth Soundcloud
- BeatMyth BandCamp| Stub icon | Ta članek o glasbeni skupini je škrbina. Pomagajte Wikipediji in ga razširite. |  - p
  - p
  - u